# Marianna Dolińska

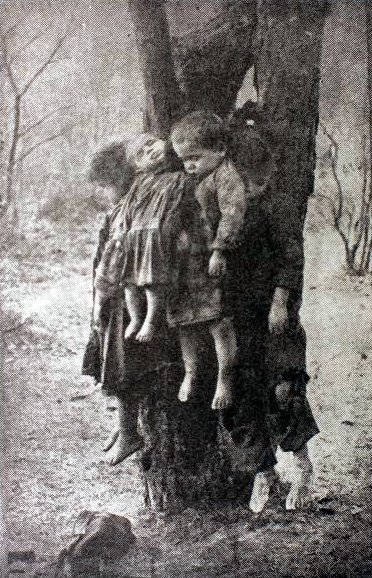
Pierwsza wersja zdjęcia pochodząca z artykułu Witolda Łuniewskiego

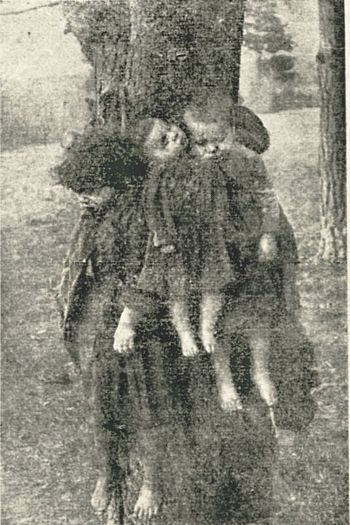
Druga wersja zdjęcia pochodząca z Podręcznika medycyny sądowej dla studentów i lekarzy Wiktora Grzywo-Dąbrowskiego

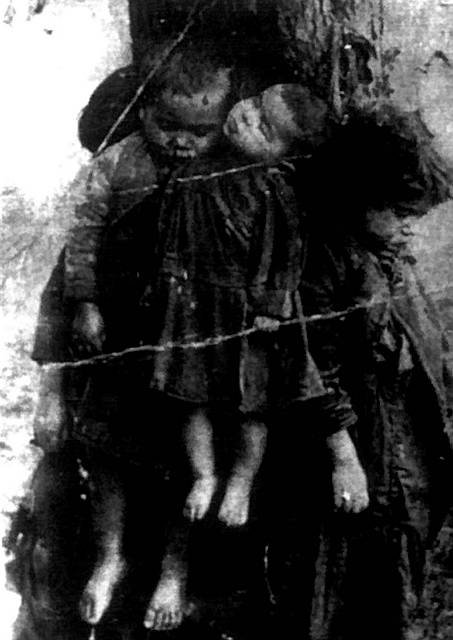
Trzecia wersja zdjęcia, publikowana m.in. w książkach Aleksandra Kormana. Fotografia jest lustrzanym odbiciem poprzednich ujęć, widoczne jasne, poszarpane rysy, omylnie brane za drut kolczasty

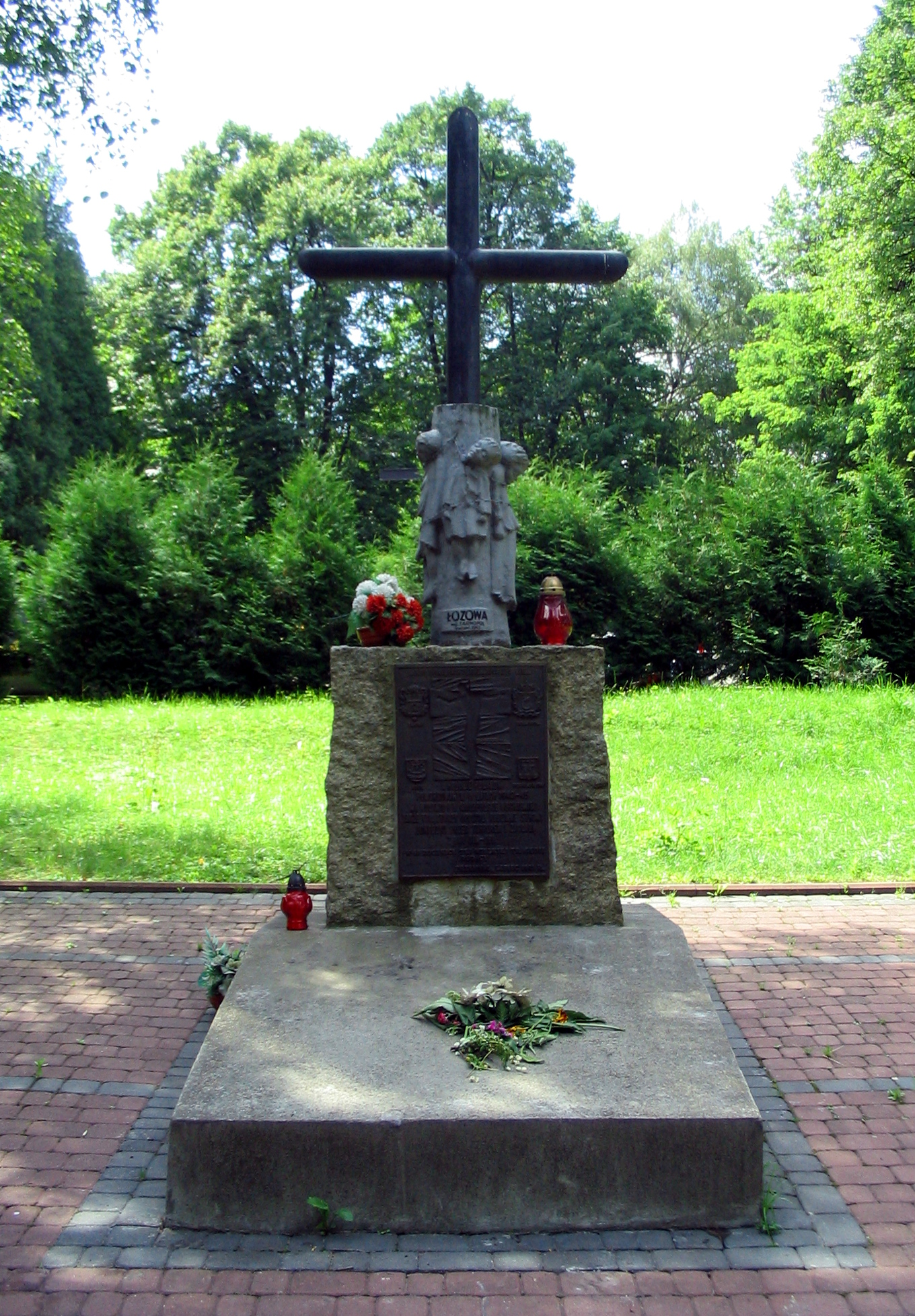
Pomnik ofiar UPA w Przemyślu przed zdemontowaniem kontrowersyjnej rzeźby

Marianna Dolińska (ur. 1891, zm. 24 marca 1928 w Tworkach) – polska Romka zamieszkująca wśród lokalnej romskiej społeczności pod wsią Antoniówka. W nocy z 11 na 12 grudnia 1923, będąc w stanie obłąkańczym, zamordowała czworo swoich dzieci, wieszając je na drzewie. Urodziła się jako nieślubna córka Aleksandry Dolińskiej.

## Morderstwo dzieci
Na początku zimy 1923 w wioskach pod Radomiem panowała nędza i głód. Szczególnie intensywniej Policja Państwowa zaczęła wtedy rozpraszać cygańskie grupy, które często dopuszczały się kradzieży żywności i zwierząt w miejscowych gospodarstwach wiejskich. Tydzień przed dokonaniem morderstwa 40-letni mąż Dolińskiej został aresztowany pod zarzutem wielokrotnej kradzieży. Kobieta została sama z czworgiem dzieci, bez środków do życia. Nie mogąc liczyć na pomoc lokalnej społeczności romskiej i polskiej, błąkała się z dziećmi po zamarzających bagnach między wsiami Antoniówka, Dąbrowa Kozłowska i Siczki, popadając stopniowo w stan obłąkańczy. Uznała w końcu, że jedynym sposobem na uchronienie dzieci przed głodem jest ich zabójstwo. 11 grudnia 1923 około godziny 20 powiesiła na drzewie czworo swoich dzieci: Zofię (6 miesięcy), Antoniego (3 lata), Bronisławę (5 lat) i Stefana (7 lat). Następnego dnia o godzinie 13 Dolińska zgłosiła się do komisariatu policji w Radomiu i przyznała się do morderstwa. Policja udała się na miejsce zbrodni i stwierdziła, że czyn rzeczywiście miał miejsce. Dolińską aresztowano, a policyjny fotograf z Radomia wykonał kilka zdjęć powieszonych dzieci.

## Pobyt w więzieniu i szpitalu psychiatrycznym
Śledztwo w sprawie morderstwa trwało pół roku. Marianna Dolińska była w tym czasie wielokrotnie przenoszona do kolejnych aresztów w Radomiu i Warszawie. Zaobserwowano u niej częste i gwałtowne zmiany psychiczne: miewała napady szału, autoagresji lub popadała w kilkudniowy stupor. Została zbadana przez najlepszych ówczesnych psychiatrów, którzy orzekli, że była tylko „neutralnym sprawcą zbrodni, osobą pozbawioną w momencie dokonania czynu świadomości konsekwencji”. Została skierowana na obserwację i leczenie do szpitala psychiatrycznego w Tworkach, gdzie zaopiekował się nią dyrektor ośrodka Witold Łuniewski. Wkrótce rozpoznał u chorej „psychozę szałowo-posępniczą”, dziś zwaną chorobą afektywną dwubiegunową, a później w „Roczniku Psychiatrycznym” nazwał jej przypadek „psychopatologiczną próbą dokonania rozszerzonego samobójstwa, którego chora nie doprowadziła do końca”. Dolińska cierpiała również na inne choroby somatyczne, które były w tamtych czasach nieuleczalne. Umarła w 1928 i została pochowana na szpitalnym cmentarzu.

## Zdjęcia powieszonych dzieci
W roku śmierci pacjentki Witold Łuniewski opublikował w „Roczniku Psychiatrycznym” artykuł pt. Psychoza szałowo-posępnicza w kazuistyce sądowo-psychiatrycznej. W pracy znalazły się m.in. opisy zbrodni dokonanych przez osoby cierpiące na tę chorobę. Przypadek Dolińskiej zajął ćwierć strony i został zilustrowany dwiema fotografiami – zdjęciem Marianny w szpitalnym ogrodzie oraz zdjęciem zabitych przez nią dzieci. Była to pierwsza publikacja zdjęcia powieszonych dzieci.
Druga publikacja miała miejsce w Podręczniku medycyny sądowej dla studentów i lekarzy, wydanym w 1948 r. przez Wiktora Grzywo-Dąbrowskiego, profesora Uniwersytetu Warszawskiego i członka komitetu redakcyjnego „Rocznika Psychiatrycznego”. Zdjęcie zamieszczone w podręczniku różniło się od zdjęcia, które zostało opublikowane w artykule Łuniewskiego – zostało wykonane z innej perspektywy.
Z niewyjaśnionych do dziś przyczyn trzecia wersja zdjęcia została z czasem uznana za ilustrację zbrodni wykonanej na polskich dzieciach przez UPA w 1943 roku. Wersja ta przedstawia powieszone dzieci z jeszcze innej perspektywy, a dodatkowo zdjęcie jest lustrzanym odbiciem dwóch pozostałych wersji. Na zdjęciu znajdują się jasne, poszarpane rysy, które zostały uznane przez niektórych komentatorów za drut kolczasty – w rzeczywistości są to rysy na negatywie lub ślady zginania odbitki.
Najwcześniejsza odnaleziona publikacja zawierająca taką interpretację zdjęcia pochodzi z nru 3 wrocławskiego czasopisma „Na Rubieży” z 1993, w którym zdjęcie zostało podpisane: Dzieci polskie zamęczone i pomordowane przez oddział Ukraińskiej Powstańczej Armii w okolicy wsi Kozowa, w woj. tarnopolskim, jesienią 1943 roku (ze zbiorów dr Stanisława Krzaklewskiego). Dwa lata później pojawiło się w pracy Jerzego Węgierskiego z podpisem zamordowane przez oddziały SS-Galicja dzieci polskie w rejonie Kozowej (pow. brzeżański) (ze zbioru W. Załogowicza).
Aleksander Korman w pracy Stosunek UPA do Polaków na ziemiach południowo-wschodnich II Rzeczypospolitej (Wrocław 2002) szerzej opisał rzekome pochodzenie zdjęcia. Według niego zdjęcie pochodzi ze wsi Kozowa lub Łozowa, pow. Tarnopol i jest datowane na grudzień 1943 lub 1944. Stamtąd grupa ocalałych z rzezi Polaków miała dostarczyć je na konspiracyjną placówkę 14 Pułku Armii Krajowej na przedmieściach Lwowa. Stamtąd miało trafić do Władysława Załogowicza (Korman powołał się na jego relację), który wiele lat później przekazał je Stanisławowi Krzaklewskiemu, a ten Aleksandrowi Kormanowi. Aleksander Korman pisał w swej pracy, że ukraińscy nacjonaliści mieli robić wiele takich „wianuszków” z przybitych do drzew polskich dzieci, a aleje pokryte nimi mieli nazywać „drogą do samostijnej Ukrainy”. W pracy Kormana zostało zamieszczone nazwisko dowódcy oddziału UPA, odpowiedzialnego za rzekome zabicie dzieci. Rok później Korman wydał album Ludobójstwo UPA na ludności polskiej – dokumentacja fotograficzna, w którym zdjęcie dzieci Dolińskiej pojawiło się dwukrotnie z nieprawdziwym opisem.
W książce Ludobójstwo dokonane przez nacjonalistów ukraińskich autorstwa Henryka Komańskiego i Szczepana Siekierki (Wrocław 2004) znajduje się informacja, że zdjęcie pochodzi ze zbioru Stanisława Krzaklewskiego i zostało wykonane przez niemieckiego fotografa wojskowego we wsi Kozówka, pow. Brzeżany, w listopadzie 1943.
Prócz książek i albumów zdjęcie zostało wykorzystane również w innych formach. W lipcu 2003, w 60. rocznicę rzezi wołyńskiej, w Przemyślu na cmentarzu wojennym odsłonięto pomnik oddający hołd polskim ofiarom UPA, zawierający kamienną rzeźbę przedstawiającą związane drutem dzieci, wiszące w tej samej pozycji co dzieci Marianny Dolińskiej. Drut znajduje się w tych samych miejscach, co rysy na trzeciej wersji zdjęcia. Na początku października 2008 rzeźbę usunięto z pomnika.
W 2007 kontrowersje wywołał projekt pomnika ofiar ludobójstwa OUN-UPA, autorstwa prof. Mariana Koniecznego. Pierwotny, zaakceptowany projekt przedstawiał pięciometrowe skrzydlate drzewo, do którego przybite były małe dzieci. W wyniku protestów projekt pomnika został odrzucony.